# Драго Памучина
Драго Памучина (Заградиње код Требиња, 1810 — Трст, 1. фебруар 1892) био је српски трговац и добротвор из Херцеговине.

## Биографија

### Трговац
Његова породица води порекло из Ћеклића у Катунској нахији у Црној Гори. Одатле су се његови преци доселили у требињску Површ. Отац Јефтан био је земљорадник и трговац стоком, а мајка Јефимија. У младости је био чобанин. На сеоској скупштини 1836. убио је кнеза Сима Мискина, који је скупштину сазвао како би међу Србима из Површи сакупио борце који би учествовали у казненој експедицији Турака против Дробњака.
Због овог чина пребегао је у Дубровник, где је почео да се бави трговином. Године 1840. прелази у Трст, и најпре је трговао разном робом, да би касније задржао само житарску радњу. Из посла се повукао 1876. као поседник.

### Допринос борби против Турака
Помагао је напоре српског народа на Балкану да се ослободи турске власти. За Црну Гору је 1852. набавио два топа који су искоришћени у бици на Црници. Током устанка у Херцеговини 1875. и 1876. допремио је бродовима оружје, муницију и олово за устанике. Црној Гори је тада испоручено 700 пушака, због чега је касније Памучина одликован Орденом књаза Данила и Таковским крстом.

### Добротвор
Материјално је помагао цркве и школе. У Заградињу је обновио цркву и опскрбио је богослужбеним књигама и предметима, а тестаментом јој је завештао 500 форинти. У суседном селу Сливници подигао је 1887. школу, у коју су ишла деца из неколико села требињске Површи. Такође је саградио и стан за учитеље а тестаментом је оставио школи фонд за издржавање. Оставио је легате српским општинама у Дубровнику и Трсту, новац цркви Светог Спиридона у Трсту, сиротињи у Трсту без обзира на вероисповест, православној цркви у Дубровнику и цркви у Ћеклићима. Земљу и куће оставио је породици.
Седамдесетих година 19. века био је председник Словенске читаонице у Трсту, културног друштва које је окупљало Јужне Словене у граду.
Био је ожењен Ђузепом. Сахрањен је на православном гробљу Свети Ђорђе у Трсту.